# Chi Cheng (friidrottare)
Chi Cheng, född 15 mars 1944 i Hsinchu, är en före detta taiwanesisk friidrottare.
Hon blev olympisk bronsmedaljör på 80 meter häck vid sommarspelen 1968 i Mexico City.